# 20 000 złotych 1994 200. rocznica powstania kościuszkowskiego
20 000 złotych 1994 Dwusetna rocznica powstania kościuszkowskiego – okolicznościowa moneta o nominale dwadzieścia tysięcy złotych, wprowadzona do obiegu 4 października 1994 r. zarządzeniem z 19 września 1994 r. (M.P. z 1994 r. nr 52, poz. 443), wycofana z dniem denominacji z 1 stycznia 1995 r., rozporządzeniem prezesa Narodowego Banku Polskiego z dnia 18 listopada 1994 r. (M.P. z 1994 r. nr 61, poz. 541).

## Awers
W centralnym punkcie umieszczono godło – orła w koronie, po bokach orła rok „1994”, dookoła napis „RZECZPOSPOLITA POLSKA”, na dole napis „ZŁ 20000 ZŁ”, pod łapą orła znak mennicy w Warszawie, całość otoczona perełkami.

## Rewers
Na tej stronie monety znajduje się sztandar „ŻYWIĄ Y BRONIĄ”, na nim lewy profil Tadeusza Kościuszki, pod profilem kosy, armata i pistolet, dookoła napis „200 ROCZNICA POWSTANIA KOŚCIUSZKOWSKIEGO 1794–1994”, z prawej strony, na dole, pod lufą armatnią monogram projektanta.

## Nakład
Monetę bito w Mennicy Państwowej, w miedzioniklu, na krążku o średnicy 29,5 mm, masie 10,8 grama, z rantem ząbkowanym, w nakładzie 100 000 sztuk, według projektów:
- Ewy Tyc-Karpińskiej (awers) oraz
- Andrzeja Nowakowskiego (rewers).

## Opis
Moneta była w obiegu tylko 88 dni, najkrócej ze wszystkich obiegowych monet przeddenominacyjnych z lat 1949–1994. Z okresu przeddenominacyjnego III Rzeczypospolitej jest drugą w kolejności monetą obiegową z wizerunkiem okolicznościowym o najmniejszym nakładzie.

## Powiązane monety
Z identycznym rysunkiem rewersu Narodowy Bank Polski wyemitował monetę kolekcjonerską z roku 1994, w srebrze Ag750, o nominale 200 000 złotych, średnicy 32 mm, masie 16,5 grama, z rantem gładkim.

## Wersje próbne
Istnieje wersja tej monety należąca do serii próbnej w niklu, wybita w nakładzie 500 sztuk.